# Класификација инвалидитета у голфу
Класификација голфа за особе са инвалидитетом користи се за голф за глуве, голф за слијепе, голф за ампутиране особе, голф за ментално хендикепиране особе, голф за параплегичаре и друге облике голфа који укључују особе са инвалидитетом.

## Класификација

### Голф ѕа слепце
Голф за слепце је ѕа сверзија голфа прилагођена слијепим и слабовидим играчима.

#### Историјат
Најранији запис о голфу за слепце датира из 1920-их у Сједињеним Америчким Државама: Клинт Расел из Дулута, Минесота, који је изгубио вид када му је гума експлодирала у лице, почео је да игра голф за слепце 1925. године. Постепено повећавајући своје резултате, Клинт је успео да постигне 84 поена за 18 рупа почетком 1930-их година. Меч између два слијепа Енглеза и два Американца одржан је прије Другог свјетског рата.
Организовани турнири у голфу за слепце одржавају се у САД од оснивања Америчког удружења за слепе голф (USBGA) 1947. године. Међународно удружење за голф за слепце (IBGA) основано је 1997. године на састанку одржаном у Перту, Западна Аустралија.
Америчка организација за голф за слепце основана је 2001. године како би промовисала игру голфа међу слеијпим и слабовидим особама.

##### Класификација
Класификација за слепе у голфу постојала је до 1990. године и коришћена је на Отвореном првенству Аустралије у голфу за слепе и слабовиде. Четири класификације биле су Б1, Б2, Б3 и Б4. Класификације које су се користиле у то време укључивале су B1, B2 и B3.
B1
B1 је дефинисан као „Нема перцепције светлости ни у једном оку, до извесне перцепције светлости, али немогућност препознавања облика руке на било којој удаљености или у било ком правцу“.
B2
B2 је дефинисан као „способност препознавања облика руке до оштрине вида од 2/60 или видног поља мањег од 5 степени“.
B3
B3 је дефинисан као „оштрина вида изнад 20/60, до оштрине вида од 6/60 и/или видног поља изнад 5 степени и мање од 20 степени“.
B4
B4 је дефинисан као „оштрина вида од 6/60 до оштрине вида од 6/46“.
Класификације за слијепе се заснивају на медицинској класификацији, а не на функционалној класификацији. Процес класификације за голф за слепе регулише Међународно удружење за голф за слепце.

### Играње голфа за слепце
Голф за слепце је изузетан у области спортова за особе са инвалидитетом јер укључује само мање измјене стандардних правила голфа. Принцип игре је да слијепи или слабовиди играчи голфа имају тренера који види и помаже голферу у описивању удаљености, правца и карактеристика рупе, и помаже у поравнању главе палице иза лоптице, пре ударца. Од тог тренутка, голфер је сам, и његова/његова вјештина одређује резултујући ударац.
Осим тренера, постоји само једно опуштање стандардних правила: слијепим или слабовидим голферима је дозвољено да ударе својом палицом у препреку.
Такмичења у голфу за слепце су распоређена у класе одређене нивоом вида голфера (видјети горе) користећи исте категорије као и у другим гранама спортова које играју слабовиди.

### Управљање
Међународна асоцијација за голф за слепце је међународно удружење земаља које играју голф за слепце. Овај спорт се не игра на Параолимпијским играма.
ИБГА организује свјетско првенство сваке двије године. Свјетско првенство 2004. године одржано је у Аустралији. Остали турнири које је санкционисала ИБГА укључују Национална отворена првенства у Аустралији, Великој Британији, Канади, Јапану и Сједињеним Америчким Државама. Тренутно у ИБГА постоји девет земаља чланица: Аустралија, Канада, Енглеска, Њемачка, Ирска, Јапан, Сјеверна Ирска, Шкотска и Сједињене Америчке Државе.

## На Параолимпијским играма
Голф је више пута подношен за укључивање у програм Љетњих параолимпијских игара, али кандидатуре за укључивање у Игре 2016. и 2024. нису уродиле плодом.

## Изузетна достигнућа играча
- Први голфер са рупом „hole-in-one“ који је забележио слијепи или слабовиди голфер на Националном отвореном првенству постигао је Грејем Салмон, члан Ордена Британске империје.
- У марту 2005. године, амерички слијепи голфер Џоел Лудвичек (78) постигао је голф са рупом „hole-in-one“ на 11. рупи од 168 јарди на голф терену Твин Пајнс у Ајови, Сједињене Америчке Државе.
- У новембру 2005. године, израелски слијепи голфер Зохар Шарон (53) постигао је голф са рупом „hole-in-one“ на 15. рупи на голф терену Цезареја у Израелу.
- У августу 2007. године, Шила Драмонд, чланица управног одбора Удружења слепих голфера Сједињених Држава, постигла је голф са рупом „hole-in-one“ на четвртој рупи у Махонинг Вали Кантри клубу.[10]

У октобру 2012. године, Енди Гардинер је постао први голфер са ампутираним удима који се такмичио против голфера без инвалидитета на редовној Професионалној турнеји (Јамега турнеја). Гардинер је био први голфер са инвалидитетом који се квалификовао кроз Q школу и играо на PGA Europo Tour. Држао је прво мјесто на ранг листи током сезоне 2012-2014 (104 узастопне недјеље). Гардинер је постигао свој 11. голф из једног ударца у јулу 2016. на 7. рупи, у голф клубу Линден Хол, током међународне утакмице између Шкотске и Енглеске.